# Teoctist I.

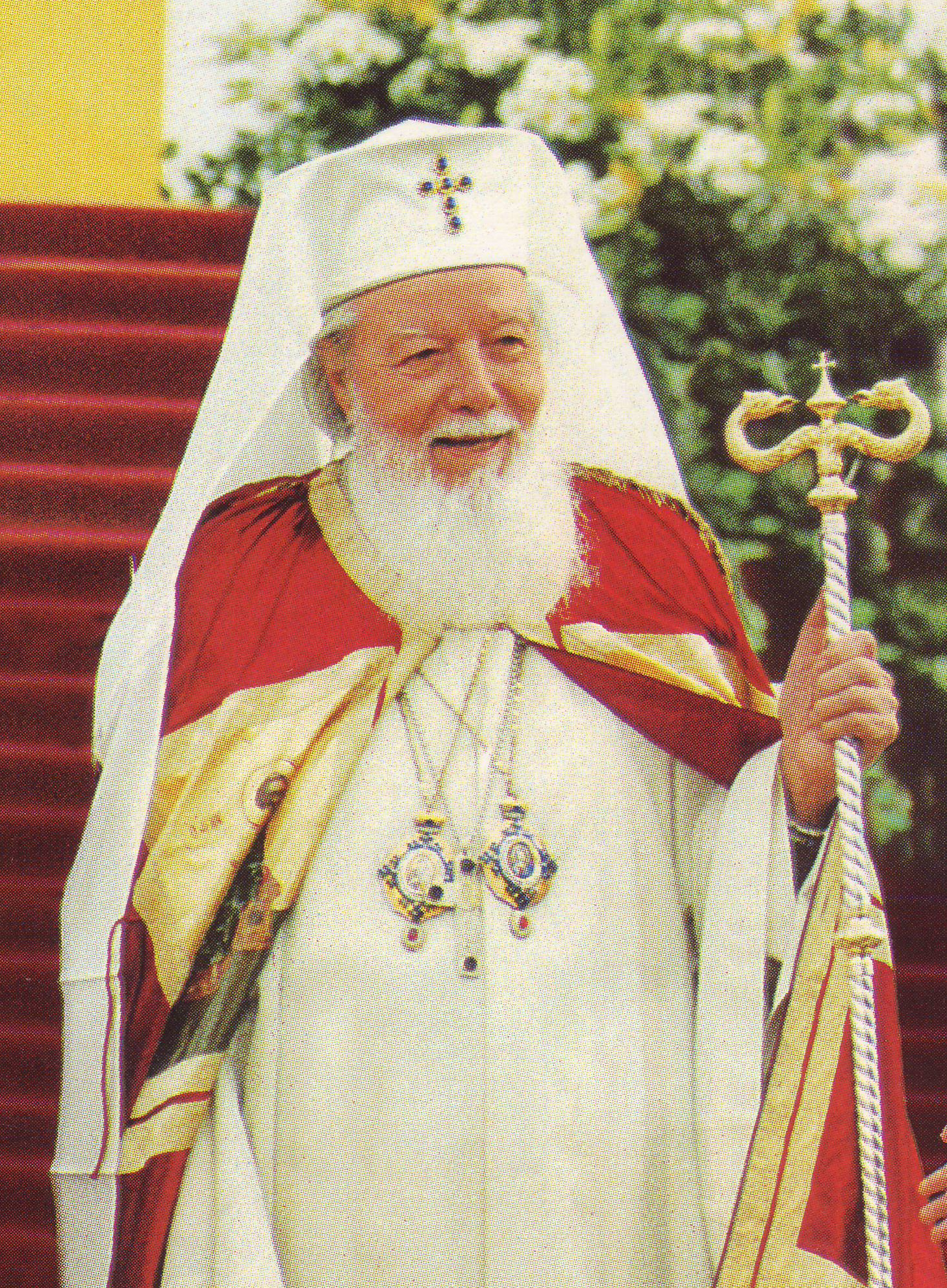
Patriarch Teoctist I.

Seine Seligkeit Teoctist I. Arăpașu (geboren als Toader Arăpașu; * 7. Februar 1915 in Tocileni, Kreis Botoșani, Rumänien; † 30. Juli 2007 in Bukarest) war von 1986 bis zu seinem Tod der fünfte Patriarch der Rumänisch-Orthodoxen Kirche, Verweser von Kaisarala in Kappadokien, Metropolit von Ungro-Walachei und Erzbischof von Bukarest.

## Leben
Toader Arăpașu wurde als zehntes Kind einer Familie im Nordosten Rumäniens geboren. 1928 trat er als Novize in das Kloster Mănăstirea Vorona ein und erhielt den Mönchsnamen Teoctist. 1932 ging er auf ein theologisches Gymnasium bei Bukarest. Am 6. August 1935 legte er das Mönchsgelübde im Kloster Bistrița-Neamț ab und erhielt den Namen Teoctist. Am 4. Januar 1937 folgte die Weihe zum Diakon. 1940 beendete er das Gymnasium und begann sein Studium an der theologischen Fakultät der Universität Bukarest. Sein Studium schloss er 1945 ab und wurde am 25. März desselben Jahres zum Priester geweiht. Anschließend ging er an die Kathedrale in Iași, wo er von 1946 bis 1950 Bischofsvikar war. Von 1946 bis 1947 studierte er zugleich an der Universität Alexandru Ioan Cuza Iași Literaturwissenschaft und Philosophie.
Am 28. Februar 1950 wählte der Heilige Synod der Rumänischen Orthodoxen Kirche ihn am 5. März zum Weihbischof und er erhielt den Titel von Botoșani (Botoșăneanul). Bis 1954 war er zugleich Rektor des Höheren Theologischen Instituts Bukarest. Am 28. Juli 1962 wurde er zum Diözesanbischof von Arad gewählt. Zugleich wurde ihm die Verantwortung für das Vikariat von Gyula übertragen. Ein Jahr später wählte der Kongress des orthodoxen Bistums in den USA ihn zum Bischof von Detroit. Der Heilige Synod akzeptierte die Wahl und ernannte ihn zum Erzbischof. Aufgrund des Kalten Krieges konnte er sein Leitungsamt nicht vollständig wahrnehmen. Am 28. Januar 1973 wurde er zum Erzbischof von Craiova und damit zugleich Metropolit der Kleinen Walachei. Am 25. September 1977 wurde er zum Erzbischof von Iași und zum Metropolit der Regionen Moldau und Bukowina. Von 1980 bis 1982 war er gleichzeitig stellvertretender Erzbischof von Sibiu (Hermannstadt) und Metropolit von Siebenbürgen (als Administrator während der Sedisvakanz).
Teoctist I. war Mitglied der Christlichen Friedenskonferenz (CFK), an deren VI. Allchristlichen Friedensversammlung er sich 1985 in Prag beteiligte. 
Zum Patriarchen der rumänischen orthodoxen Kirche wurde er am 9. November 1986 gewählt und zehn Tage später offiziell eingesetzt. Anwesend waren Vertreter aller orthodoxen, protestantischen und römisch-katholischen Kirchen, die Patriarchen von Jerusalem und von Bulgarien sowie Vertreter des rumänischen Staates.
Nach der Rumänischen Revolution Ende 1989 entband der Heilige Synod Teoctist I. aufgrund seiner umstrittenen Rolle während der Ceaușescu-Diktatur zunächst von seinem Amt, er setzte ihn aber im April 1990 wieder ein.
Im Mai 1999 reiste Papst Johannes Paul II. nach Rumänien und wurde von Teoctist I. empfangen. Das wertete man als wichtigen Schritt für die Ökumene, da Rumänien ein orthodox geprägtes Land ist. Am 4. Oktober 2002 erfolgte der Gegenbesuch Teoctists im Vatikan.
Patriarch Teoctist starb 2007 an einem Herzinfarkt und wurde in der Patriarchalkathedrale von Bukarest beigesetzt.

## Auszeichnungen und Ehrungen
- Ehrendoktorwürde der Universität Bukarest (1995)
- Ehrendoktorwürde der Universität Oradea (1995)
- Ehrenmitglied der rumänischen Akademie der Wissenschaften und Kultur (1999)
- Großkreuz des Sterns von Rumänien (1999)
- Ehrendoktorwürde der Katholischen Universität Lublin (2000)
- Ehrendoktorwürde der Dunărea-de-Jos-Universität Galați (2000)
- Ehrendoktorwürde der Petroșani Universität (2001)
- Ehrendoktorwürde der Dimitrie-Cantemir-Universität Bukarest (2003)
- Ehrendoktorwürde der Universität Craiova (2003)
- Ehrendoktorwürde der Ovidius Universität Constanța (2004)
- Ehrendoktorwürde der Universität Alexandru Ioan Cuza Iași (2005)
- Collane des Sterns von Rumänien (2007) postum